# Vinn-vinn-spel
Inom spelteorin är ett vinn-vinn-spel eller vinn-vinn-scenario en situation som ger ett ömsesidigt fördelaktigt resultat för två eller flera parter. Det kallas också ett positivsummespel eftersom det är motsatsen till ett nollsummespel. Om ett vinn-vinn-scenario inte uppnås blir scenariot per automatik en förlust-förlust-situation, eftersom det har orsakat misslyckande för minst en av parterna. Även om hon inte myntade termen, utgör Mary Parker Folletts integrationsprocess som beskrivs i hennes bok Creative Experience (Longmans, Green & Co., 1924) grunden för vad vi nu kallar idén om vinn-vinn konfliktlösning.